# 买世蕊
买世蕊（1963年—），河南省卫辉市人，回族，中华人民共和国政治人物、第十二届全国人民代表大会河南地区代表。

## 生平
毕业于中共中央党校经济管理专业。加入中国共产党。担任河南省新乡市糖业烟酒有限责任公司董事长、总经理。2008年起担任全国人大代表。2013年，担任全国人大代表。2018年2月24日，当选为第十三届全国人大代表。